# Paweł Dawidowicz
Paweł Dawidowicz (Olsztyn, 20 de mayo de 1995) es un futbolista polaco que juega de defensa en el Hellas Verona de la Serie A.

## Selección nacional
Es internacional con la selección de fútbol de Polonia, con la que debutó el 17 de noviembre de 2015 en un amistoso frente a la selección de fútbol de la República Checa, reemplazando a Michał Pazdan.
Formó parte de la lista preliminar de 35 jugadores de Polonia para la Copa Mundial de Fútbol de 2018, sin embargo, no llegó a entrar en la lista definitiva de 23 jugadores.

### Participaciones en Eurocopas
| Copa          | Sede     | Resultado    | Partidos | Goles |
| ------------- | -------- | ------------ | -------- | ----- |
| Eurocopa 2020 | Europa   | Primera fase | 1        | 0     |
| Eurocopa 2024 | Alemania | Primera fase | 2        | 0     |

## Clubes
| Club                      | País     | Año       |
| ------------------------- | -------- | --------- |
| Lechia Gdańsk             | Polonia  | 2012-2014 |
| S. L. Benfica "B"         | Portugal | 2014-2019 |
| VfL Bochum (cedido)       | Alemania | 2016-2017 |
| U. S. C. Palermo (cedido) | Italia   | 2017-2018 |
| Hellas Verona (cedido)    | Italia   | 2018-2019 |
| Hellas Verona             | Italia   | 2019-act. |